# Galianthe parvula
Galianthe parvula är en måreväxtart som beskrevs av Elsa Leonor Cabral. Galianthe parvula ingår i släktet Galianthe och familjen måreväxter. Inga underarter finns listade i Catalogue of Life.